# Луценко, Дмитрий Емельянович
Дмитрий Емельянович Луценко (укр. Дмитро Омельянович Луценко, 15 октября 1921, Берёзовая Рудка, Полтавская губерния — 16 января 1989, Киев) — украинский поэт-песенник. Заслуженный деятель искусств Украинской ССР (1974), лауреат Государственной премии Украинской ССР имени Тараса Шевченко (1976), Член Национального союза писателей Украины.

## Биография
Родился 15 октября 1921 года в селе Березовая Рудка Пирятинского уезда Полтавской губернии.
Учился в Березоворудской школе и горно-промышленном училище на Донбассе. По окончании училища работал электрослесарем на шахте.
В 1938 году стал студентом Киевского гидромелиоративного института. В октябре 1940 года был призван в армию, служил пограничником.
Член ВКП(б) с 1943 года.
Членом Национального союза писателей Украины стал в 1962 году. Заслуженный деятель искусств Украины с 1974 г., лауреат Национальной премии имени Тараса Шевченко с 1976 г. , Почетный гражданин города Киева с 2015 г.
Умер поэт 16 января 1989 года. Похоронен на Байковом кладбище рядом с могилой дочери. Скульптор Николай Мищук увековечил поэта-песенника на бронзовом барельефе, на граните высечен вышитый украинский рушник с надписью на нём — «Дарую людям пісню».
Установлена мемориальная доска на доме по ул. Суворова (ныне Омеляновича-Павленка), 19а, где жил и работал поэт последние 15 лет.
В архивном фонде Национального радио Украины хранятся более 300 записей песен на тексты Дмитрия Луценко.
Отдельными изданиями вышли книги стихов и песен Д. Луценко «Дарю людям песню» (1962), «Неоконченная соната» (1966), «Как тебя не любить» (1969), «Доброта» (1971), «Ароматный хлеб» (1974), «До последнего патрона» (1975), «Сердцу поется» (1975), «За Березовой Рудкой» (1976), «Песни» (1977), «Когда ты со мной» (1978), «Хлеб и песня» (1978), «Березовые колокола» (1980), «Песни верности»(1981), «Избранное» (1981), «Дорогое наследие» (1984), «Все любовью измерено до дна» (1994, 2005), «А я люблю…» (1995), «Дарю людям песню», (2011) (песенник), «Криница моей любви» (2013), книга воспоминаний о поэте «Как его не любить» (1996).

## Память
- В память о Луценко в селе Березовая Рудка установлена мемориальная доска.
- В сельском краеведческом музее открыта комната-музей поэта.
- В октябре 2001 года учреждена литературно-художественная премия имени Дмитрия Луценко "Осеннее золото".
- С 1990 года, в родном селе поэта, в Березоворудском парке проводятся песенно-художественные праздники «Осеннее золото», на них исполняются песни на его слова.
- В 1998 году его именем была названа средняя школа № 197 в г. Киеве, где поэт не раз выступал и где длительное время работала библиотекарем его жена Тамара Ивановна.
- В 2006 году выпущены памятные монеты номиналом 5 гривен[2] и 2 гривны[3].
- В 2010 году улица Крейсера «Аврора» в Киеве названа в честь Дмитрия Луценко.

## Звания и награды
- Заслуженный деятель искусств УССР (1974).
- Государственная премия УССР имени Т. Г. Шевченко (1976) — за текст песен «Баллада о братстве», «Як тебе не любити, Києве мій!», «Стоит над Волгою курган», «Зачарованная Десна», «Песня о счастье», «Не шуми, калинка», «Фронтовики».
- По решению Киевского городского совета от 13 ноября 2014 г. песня "Как тебя не любить, Киев мой" на стихи Д. Луценко и музыку И. Шамо была утверждена Гимном территориальной громады города Киева.
- орден Красной Звезды (9.11.1944)
- орден Отечественной войны I степени (6.4.1985)
- орден Дружбы народов
- медаль «За отвагу» (26.7.1943)
- почетный гражданин города Киева (8.10.2015)